# Dryopteris intermedia
Dryopteris intermedia — вид трав'янистих рослин з родини щитникові (Dryopteridaceae), поширений на сході Північної Америки (сх. США, сх. Канада, Сен-П'єр і Мікелон) і в Макаронезії (Мадейра, Азорські острови).

## Підвиди
Поділяється на три географічно розділені підвиди: 
- Dryopteris intermedia subsp. azorica (Christ) Jermy — Азорські острови
- Dryopteris intermedia subsp. intermedia (Muhl. ex Willd.) A.Gray — Північна Америка
- Dryopteris intermedia subsp. maderensis (Milde ex Alston) Fraser-Jenk. — Мадейра

## Опис
Листки мономорфні, зелені взимку, 32–90 × 10–20 см. Черешок — 1/3 довжини листка, лускатий, принаймні при основі; луски розкидані, жовтувато-коричневі. Листова пластина зелена, яйцеподібна, 3-периста, трав'яниста, залозиста. Первинні листові фрагменти — у площині листової пластини, ланцетно-довгасті; базальні — ланцетні. Вторинні листові фрагменти мають зубчасті краї, зубчики гострокінцеві. Спорові кластери розміщені на півдорозі між серединною жилкою й краями сегментів. indusium з дрібними залозистими волосками. 2n = 82.

## Поширення
Має поширення на сході Північної Америки (США, Канада, Сен-П'єр і Мікелон) і в Макаронезії: Азорські острови (усі 9 островів), Мадейра (острів Мадейра).
Населяє вологі кам'янисті ліси, яри та краї боліт; на висотах 0–2000 м н.р.м..

## Галерея

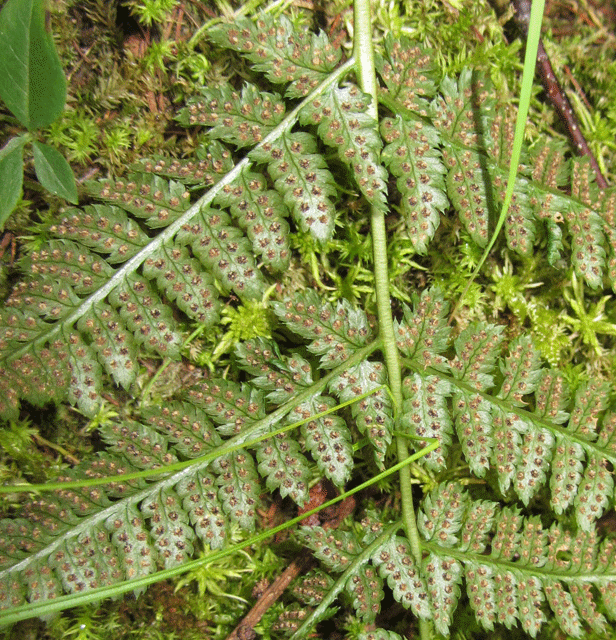
спорові кластери (соруси)
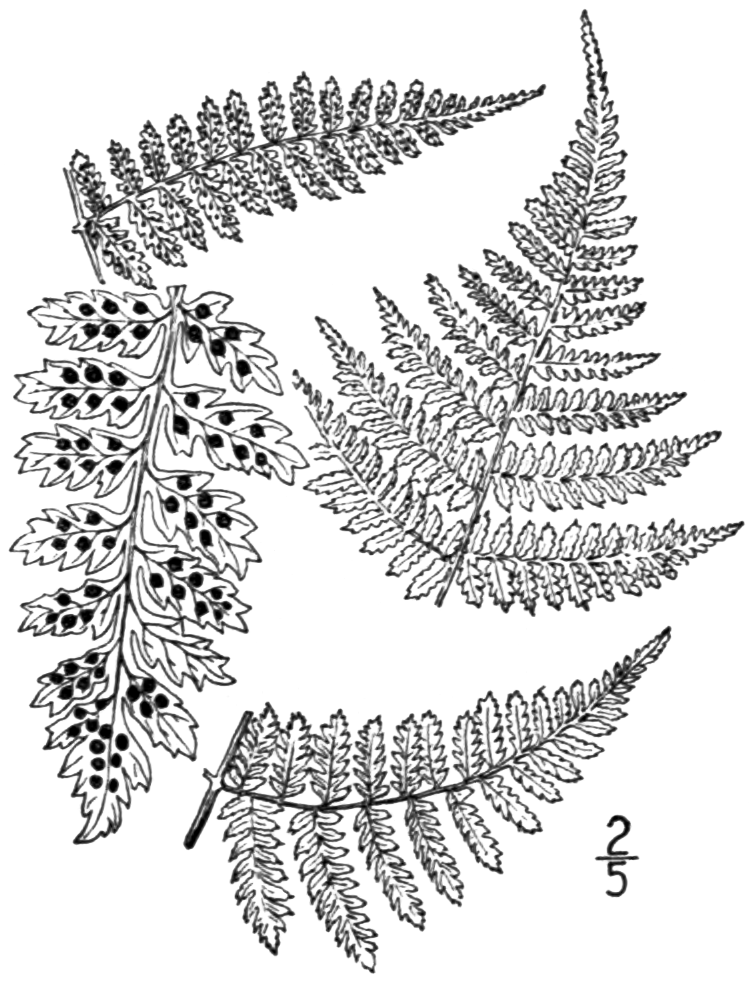
ілюстрація